# 충청사
충청사는 세종특별자치시 전동면 송성리 570-1에 있다. 2014년 9월 30일 세종특별자치시의 향토문화유산 제38호로 지정되었다.

## 개요
충정사(忠貞祠)는 조선시대 문신(文臣)인 이명(李蓂, 1496~1572)의 위패(位牌)를 모시는 사당(祠堂)이다.
이명의 본관(本貫)은 예안(禮安), 자(字)는 요서(堯瑞), 호(號)는 동고(東皐), 시호(諡號)는 정간(貞簡)이다. 1528년(중종 23) 실시한 식년시(式年試)의 문과(文科)에서 병과(丙科)로 합격하면서 승문원권지(承文院權知)로 관직(官職)을 시작하였다. 1545년(인종 1)에 발생한 을사사화(乙巳士禍)로 권력을 잡은 윤원형(尹元衡, ?~1565)과 이기(李芑, 1476~1552)를 탄핵(彈劾)하는 등 자신의 안위는 돌보지 않는 청렴하고 올곧은 성품으로 왕의 인정을 받아 1566년(명종 21)에는 좌의정(左議政)에 이르렀다.
충정사는 1902년(고종 39)에 후손들이 뜻을 모아 세웠다. 정면 3칸, 측면 2칸의 규모로 겹처마에 맞배지붕을 하고 있으며, 정면에는 ‘忠貞祠(충정사)’라는 현판(懸板)이 걸려있다. 외부는 ‘禮城門(예성문)’이라는 삼문(三門)이 있으며, 이 문을 지나 계단을 오르면 다시 충정사 현판이 있는 삼문과 낮은 담이 충정사를 두르고 있다.